# Troubled Island
Troubled Island (Île en conflit) est un opéra en trois actes composé par William Grant Still, sur un livret commencé par le poète Langston Hughes et terminé par Verna Arvey.

## Histoire
Le compositeur William Grant Still et le poète Langston Hughes travaillent à un opéra sur la Révolution haïtienne à partir de 1936. Hughes abandonne le projet, et William Grant Still poursuit le travail avec Verna Arvey qui termine le livret. L'opéra est achevé en 1939, et Still et Arvey se marient la même année.
La création de l'opéra est longtemps retardée, elle se fait le 31 mars 1949 au New York City Opera sous la direction de Laszlo Halasz.

## Synopsis
À Haïti, en 1791, la révolte des esclaves gronde. Une prêtre et un prêtre vaudou déclarent que Jean-Jacques Dessalines doit mener la révolte. 
Dessalines devient l'empereur de l'île, mais deux courants s'opposent : ceux qui croient en une coexistence entre Noirs et Blancs, et ceux qui comme Dessalines pensent que les Noirs ne seront vraiment libres que dans un état séparé.
Dessalines est averti d'une contre-révolution imminente par sa première femme Azelia, mais il ne croit que sa seconde épouse, Marie-Claire Bonheur. Il est trahi et assassiné par ses collaborateurs.

## Personnages
- Jean-Jacques Dessalines
- Azelia : première femme de Dessalines
- Popo : un esclave
- Vuval : un mulâtre
- Stenio : un cousin de Vuval
- Martel : un vieillard
- Mamaloi : une prêtresse vaudou
- Claire : deuxième femme de Dessalines